# Saison 2015 de l'équipe cycliste Southeast

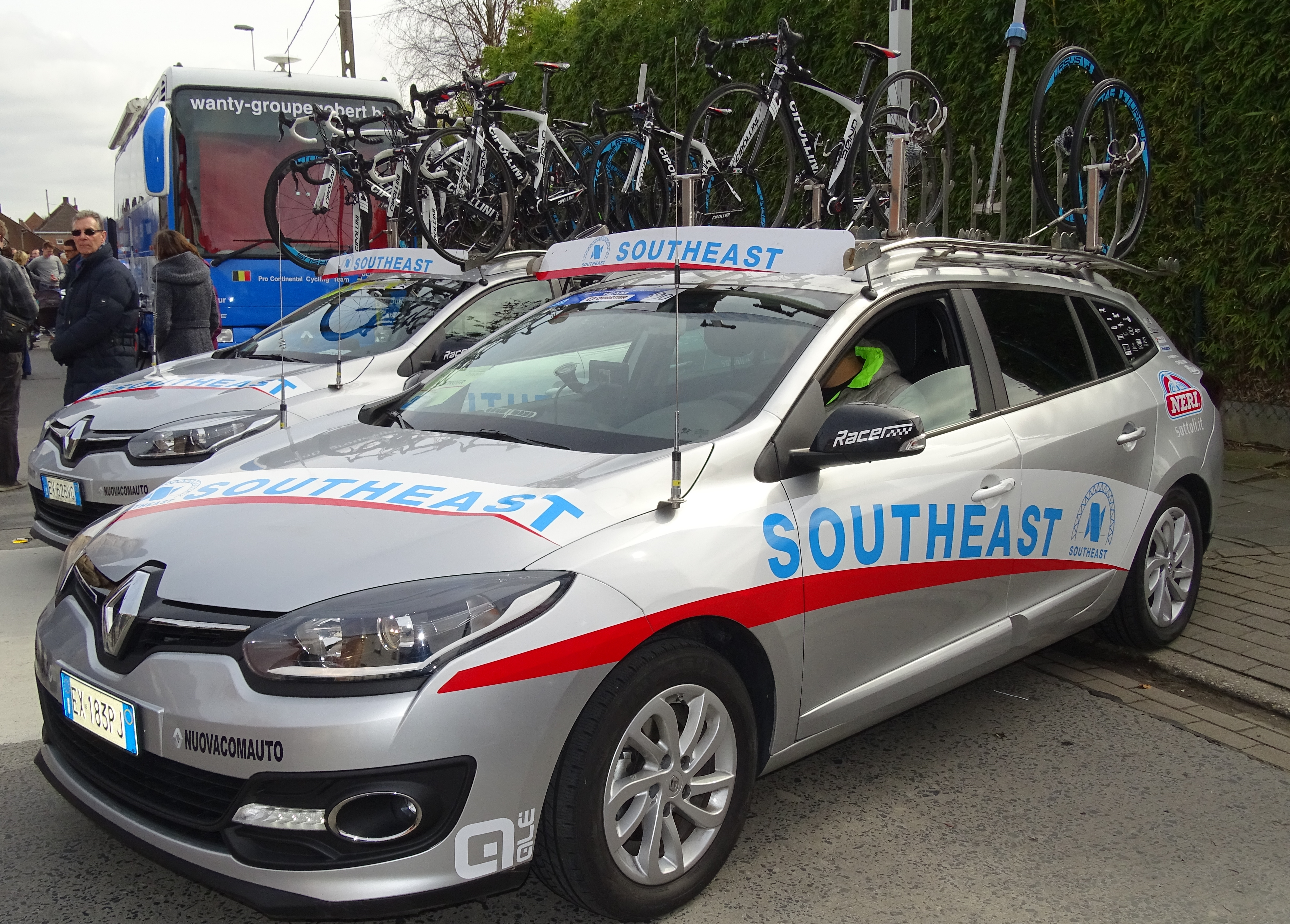
Deux voitures de l'équipe lors du Grand Prix E3 2015.

La saison 2015 de l'équipe cycliste Southeast est la septième de cette équipe. L'équipe s'appelle Yellow Fluo durant tout le mois de janvier.

## Préparation de la saison 2015

### Arrivées et départs
| Arrivées            | Équipe 2014                  |
| ------------------- | ---------------------------- |
| Manuel Belletti     | Androni Giocattoli-Venezuela |
| Liam Bertazzo       | MG Kvis-Wilier               |
| Matteo Busato       | MG Kvis-Wilier               |
| Elia Favilli        | Lampre-Merida                |
| Francesco Gavazzi   | Astana                       |
| Jakub Mareczko      | Viris Maserati               |
| Alessandro Petacchi | Omega Pharma-Quick Step      |
| Luca Wackermann     | Lampre-Merida                |
| Eugert Zhupa        | Zalf Euromobil Désirée Fior  |

| Départs           | Équipe 2015        |
| ----------------- | ------------------ |
| Francesco Chicchi | Androni Giocattoli |
| Daniele Colli     | Nippo-Vini Fantini |
| Roberto De Patre  |                    |
| Francesco Failli  |                    |
| Tomás Gil         |                    |
| Luigi Miletta     |                    |
| Mattia Pozzo      | Nippo-Vini Fantini |
| Matteo Rabottini  |                    |
| Fabio Taborre     | Androni Giocattoli |

## Coureurs et encadrement technique

### Effectif
| Cycliste            | Date de naissance | Nationalité | Équipe 2014                  |  |
| ------------------- | ----------------- | ----------- | ---------------------------- |  |
| Rafael Andriato     | 20 octobre 1987   | Brésil      | Neri Sottoli                 |  |
| Manuel Belletti     | 14 octobre 1985   | Italie      | Androni Giocattoli-Venezuela |  |
| Liam Bertazzo       | 17 février 1992   | Italie      | MG Kvis-Wilier               |  |
| Matteo Busato       | 20 décembre 1987  | Italie      | MG Kvis-Wilier               |  |
| Ramón Carretero     | 26 novembre 1990  | Panama      | Neri Sottoli                 |  |
| Giorgio Cecchinel   | 24 juin 1989      | Italie      | Neri Sottoli                 |  |
| Samuele Conti       | 14 septembre 1991 | Italie      | Neri Sottoli                 |  |
| Andrea Dal Col      | 30 avril 1991     | Italie      | Neri Sottoli                 |  |
| Elia Favilli        | 31 janvier 1989   | Italie      | Lampre-Merida                |  |
| Andrea Fedi         | 29 mai 1991       | Italie      | Neri Sottoli                 |  |
| Mauro Finetto       | 10 mai 1985       | Italie      | Neri Sottoli                 |  |
| Giuseppe Fonzi      | 2 août 1991       | Italie      | Neri Sottoli                 |  |
| Francesco Gavazzi   | 1er août 1984     | Italie      | Astana                       |  |
| Tomás Gil           | 23 mai 1977       | Venezuela   | Neri Sottoli                 |  |
| Jakub Mareczko      | 30 avril 1994     | Italie      | Viris Maserati               |  |
| Jonathan Monsalve   | 28 juin 1989      | Venezuela   | Neri Sottoli                 |  |
| Alessandro Petacchi | 3 janvier 1974    | Italie      | Omega Pharma-Quick Step      |  |
| Simone Ponzi        | 17 janvier 1987   | Italie      | Neri Sottoli                 |  |
| Mirko Tedeschi      | 5 janvier 1989    | Italie      | Neri Sottoli                 |  |
| Luca Wackermann     | 13 mars 1992      | Italie      | Lampre-Merida                |  |
| Eugert Zhupa        | 4 avril 1990      | Albanie     | Zalf Euromobil Désirée Fior  |  |
| Stagiaire           | Date de naissance | Nationalité | Équipe 2015                  |  |
| Julen Amézqueta     | 12 août 1993      | Espagne     | Café Baqué-Conservas Campos  |  |
| Cristian Rodríguez  | 3 mars 1995       | Espagne     | Caja Rural amateur           |  |

Portraits
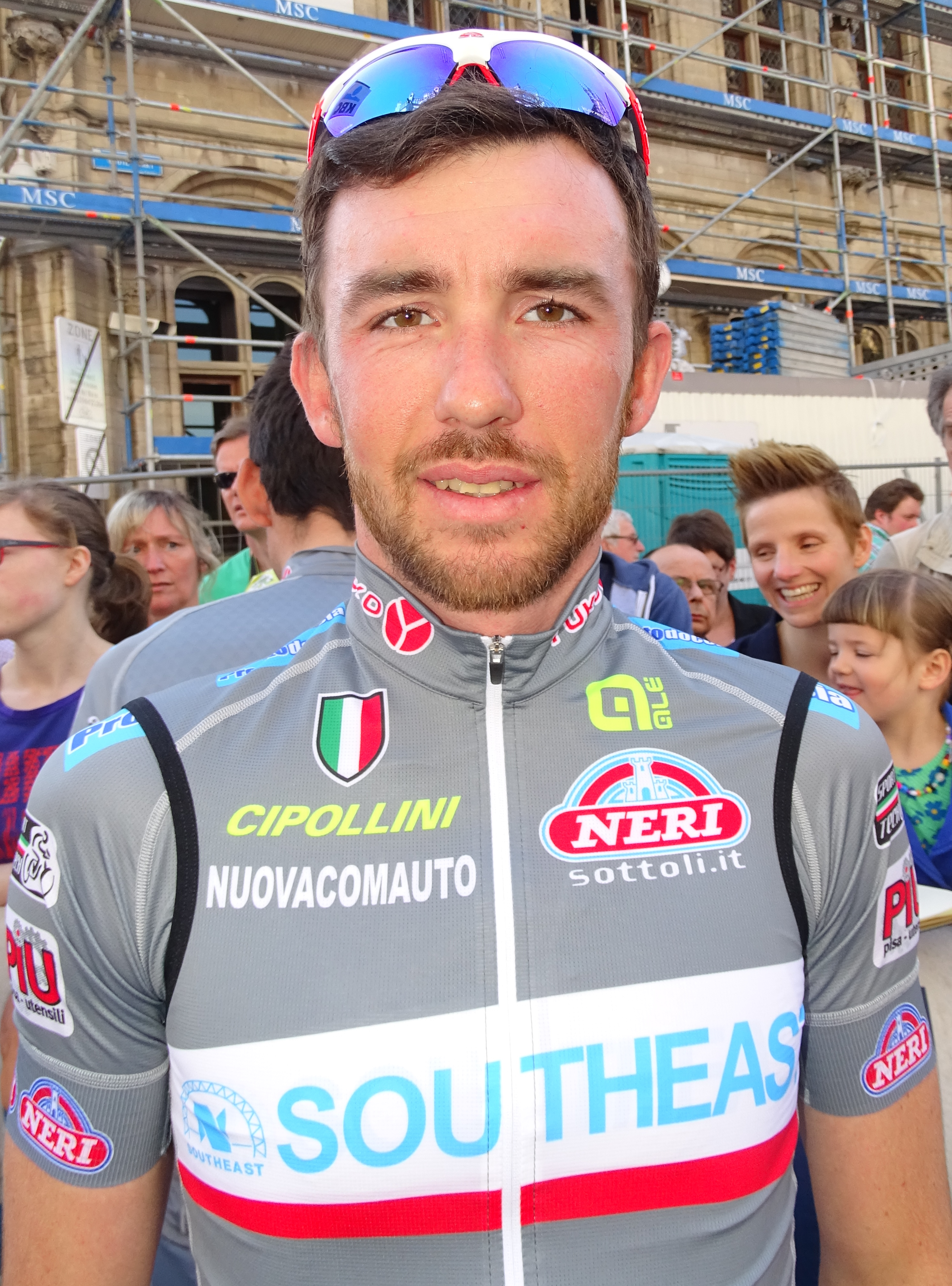
Francesco Gavazzi
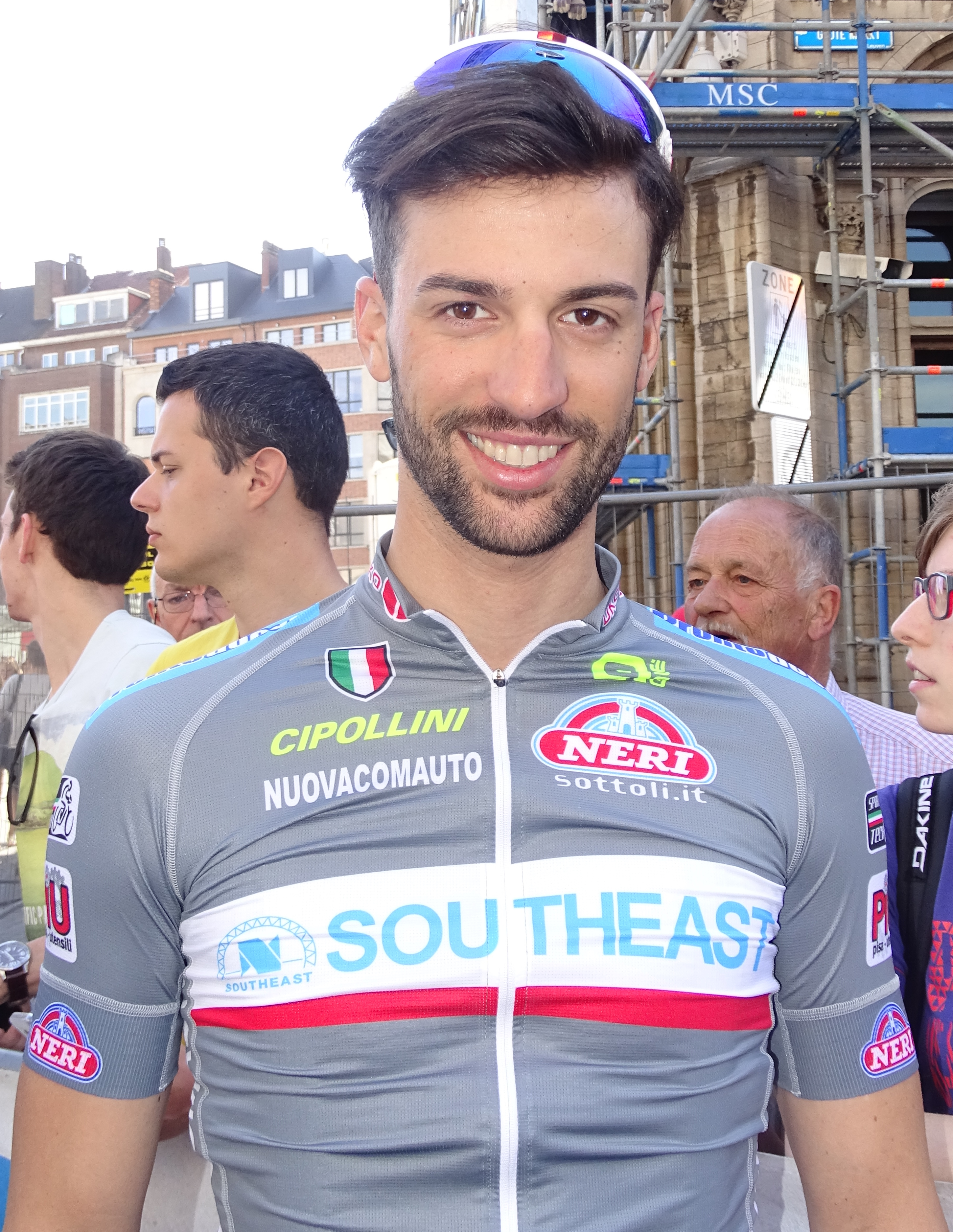
Samuele Conti
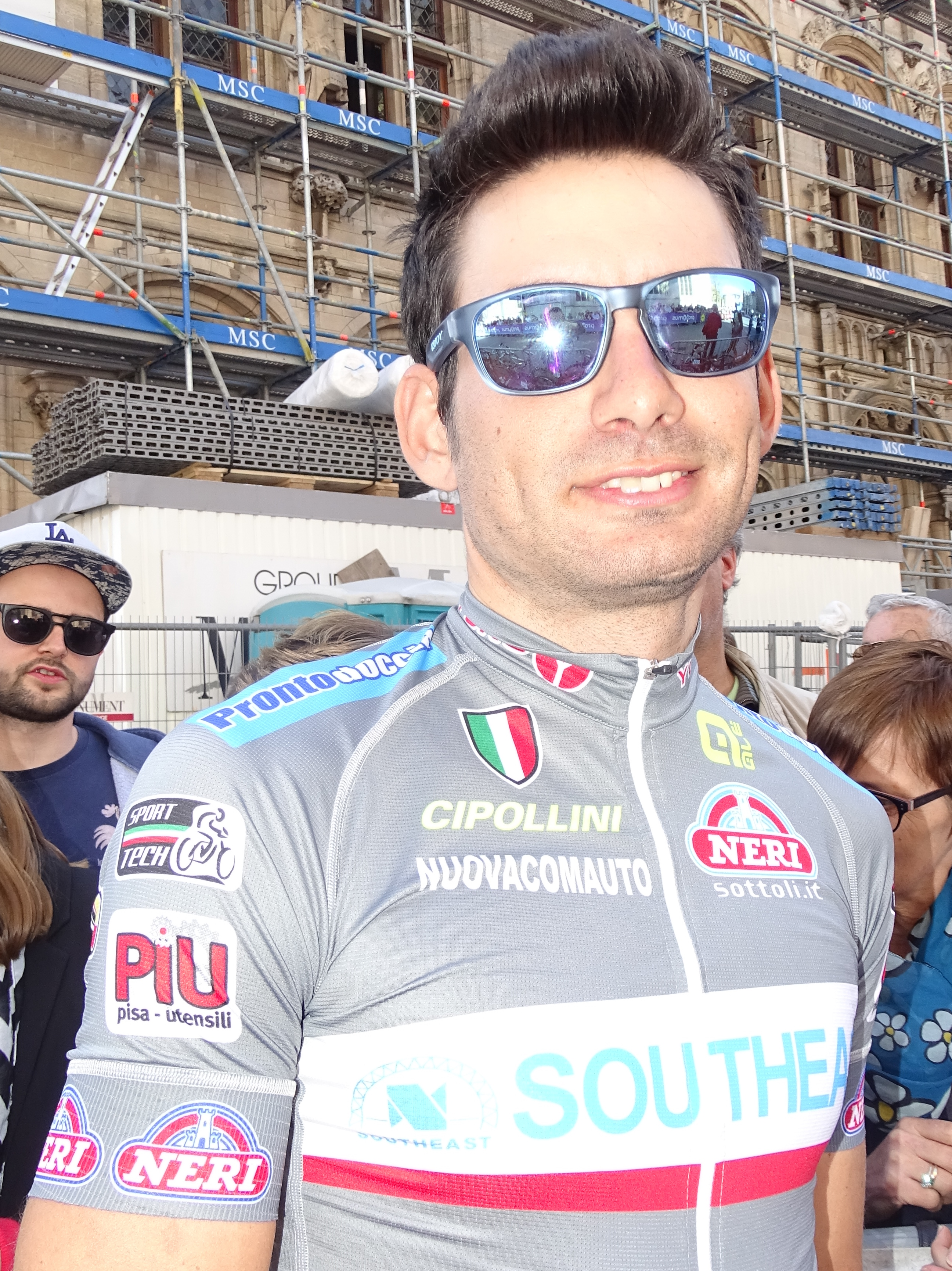
Simone Ponzi
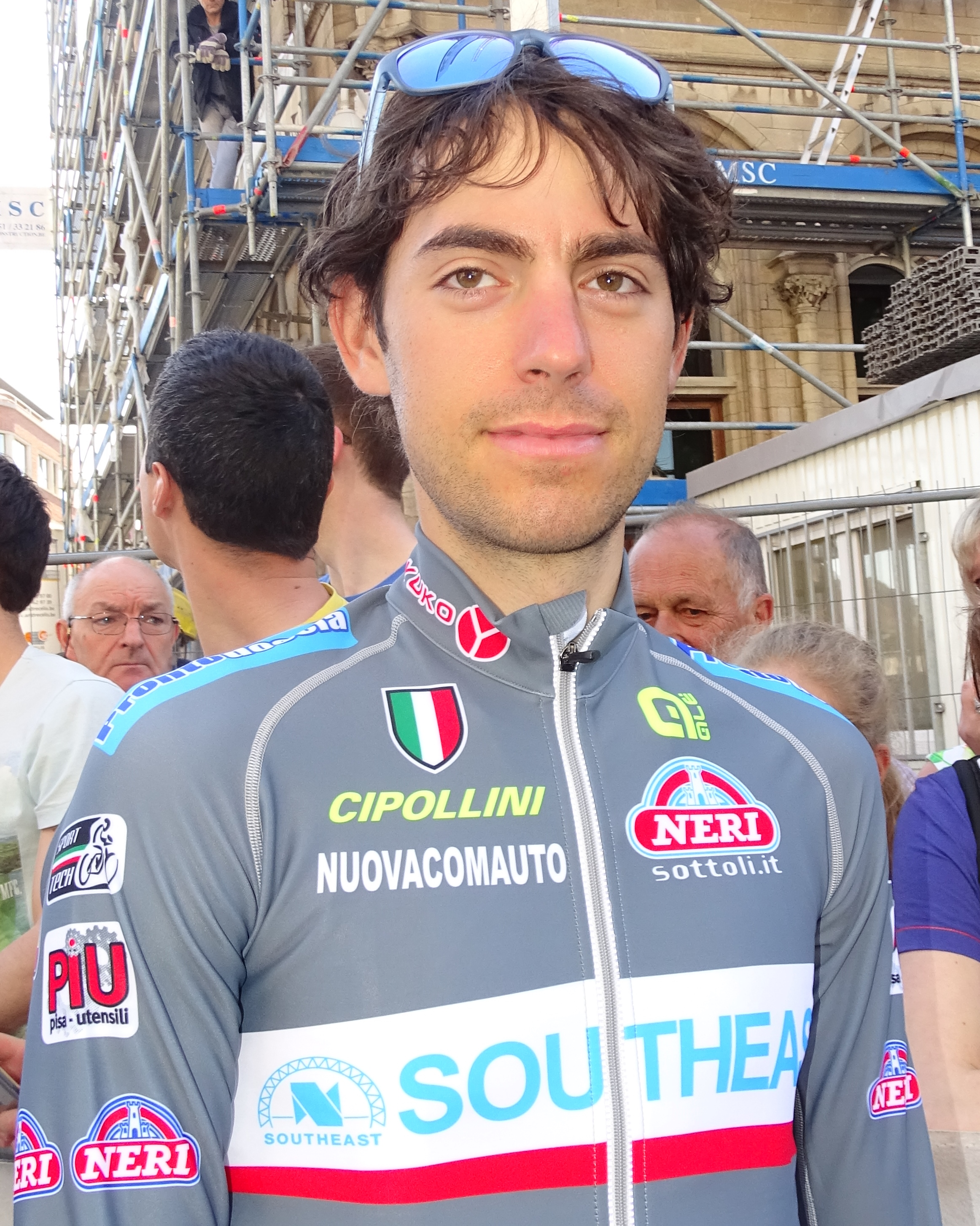
Matteo Busato
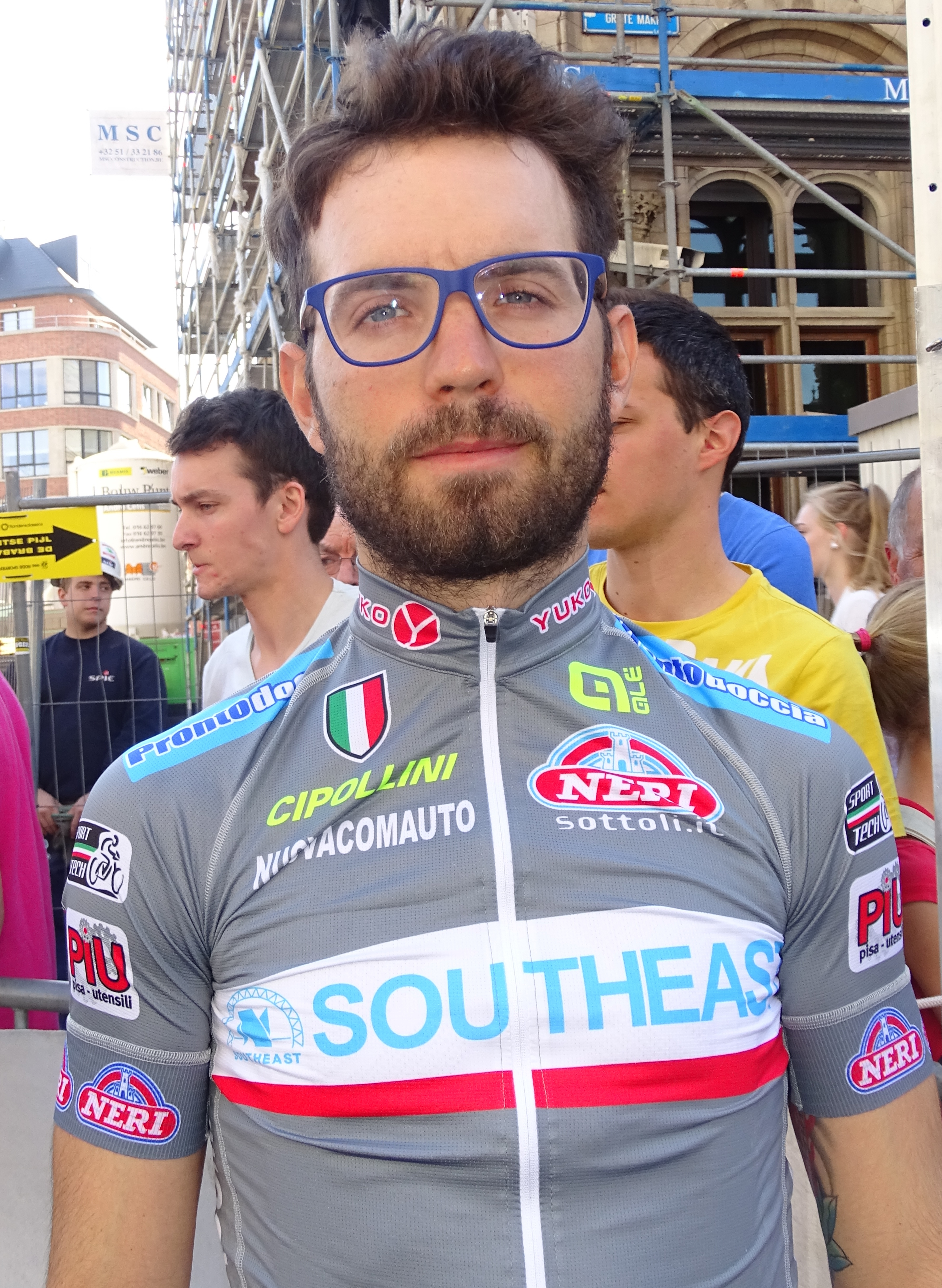
Elia Favilli
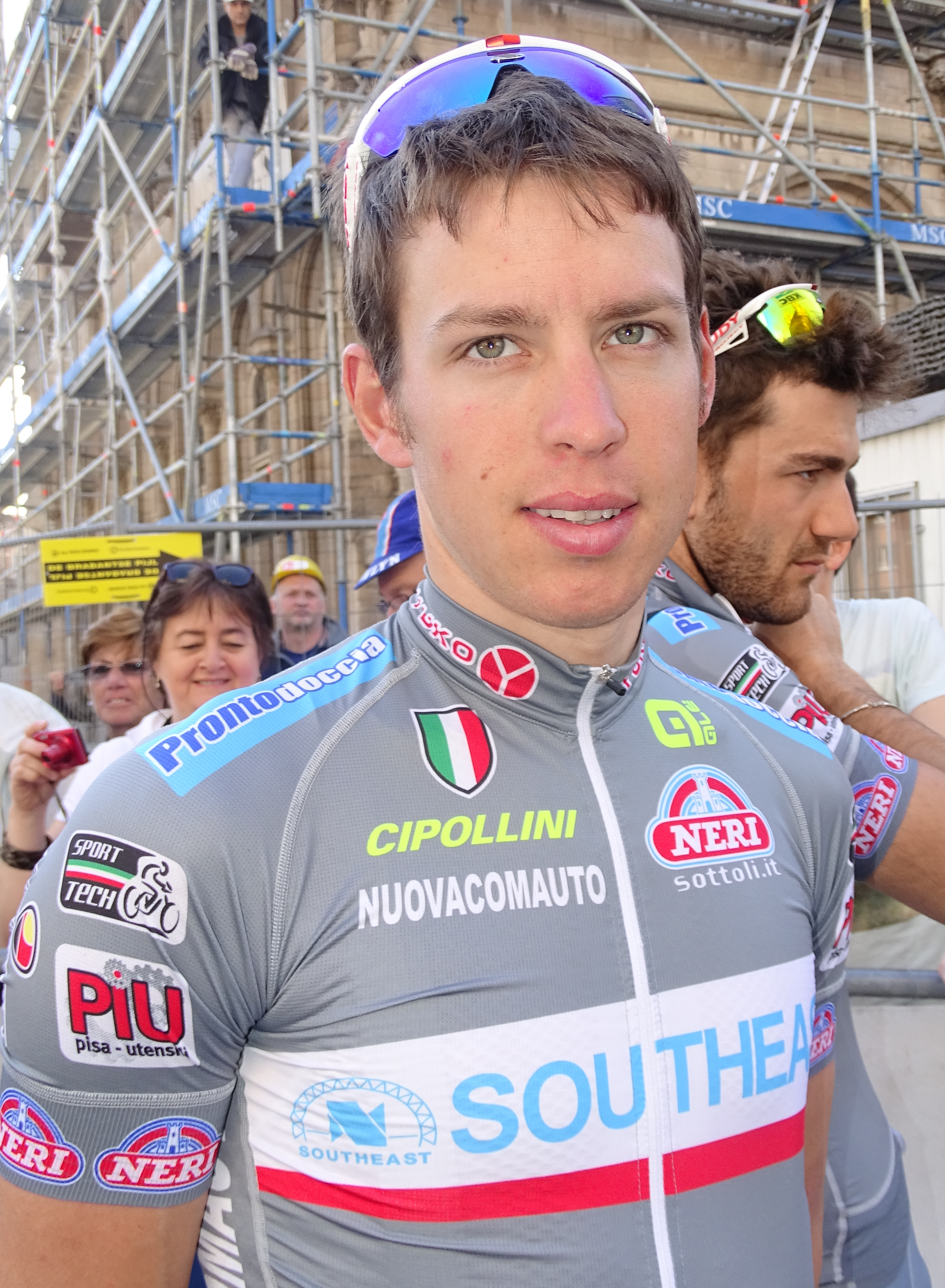
Giorgio Cecchinel
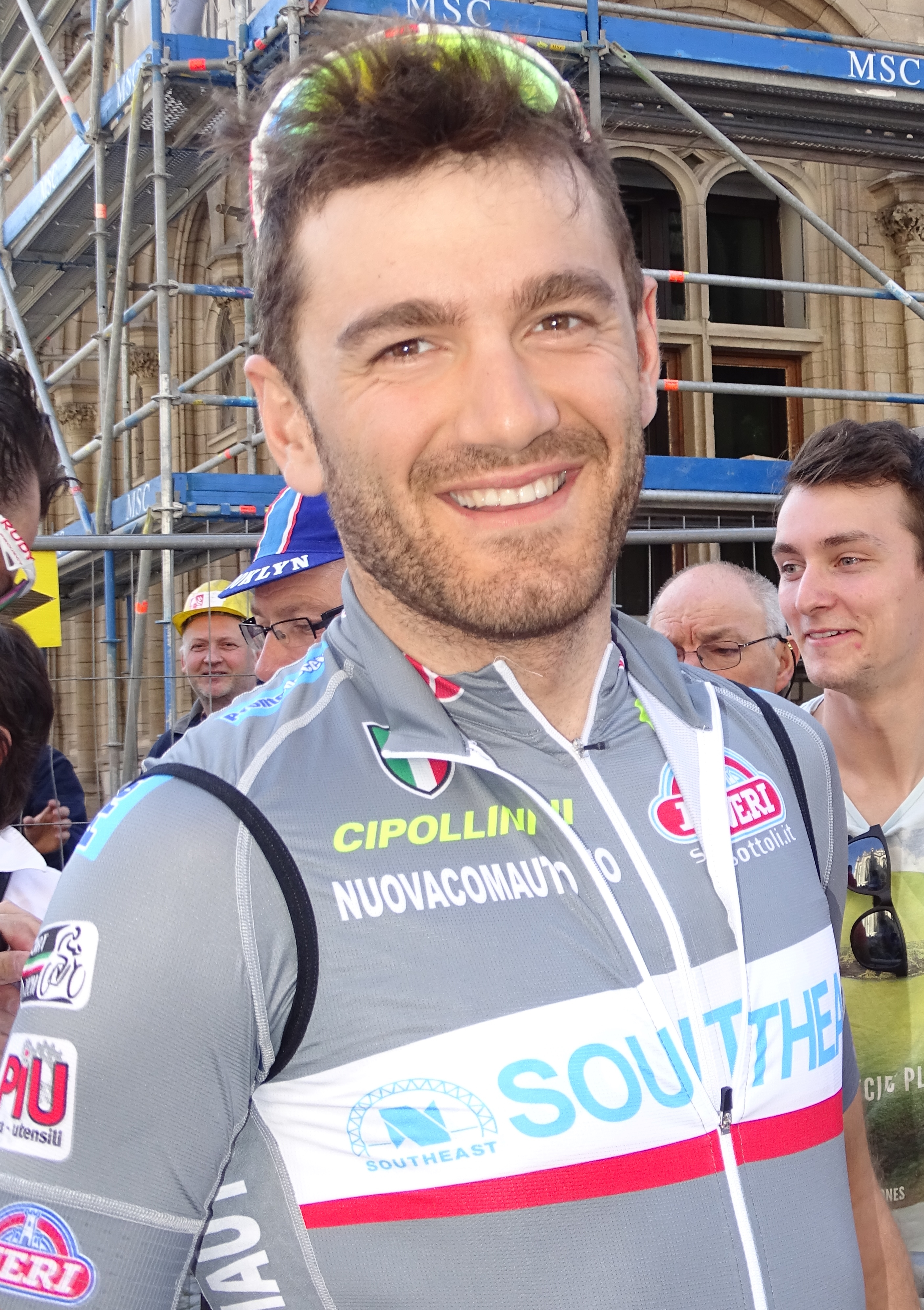
Eugert Zhupa
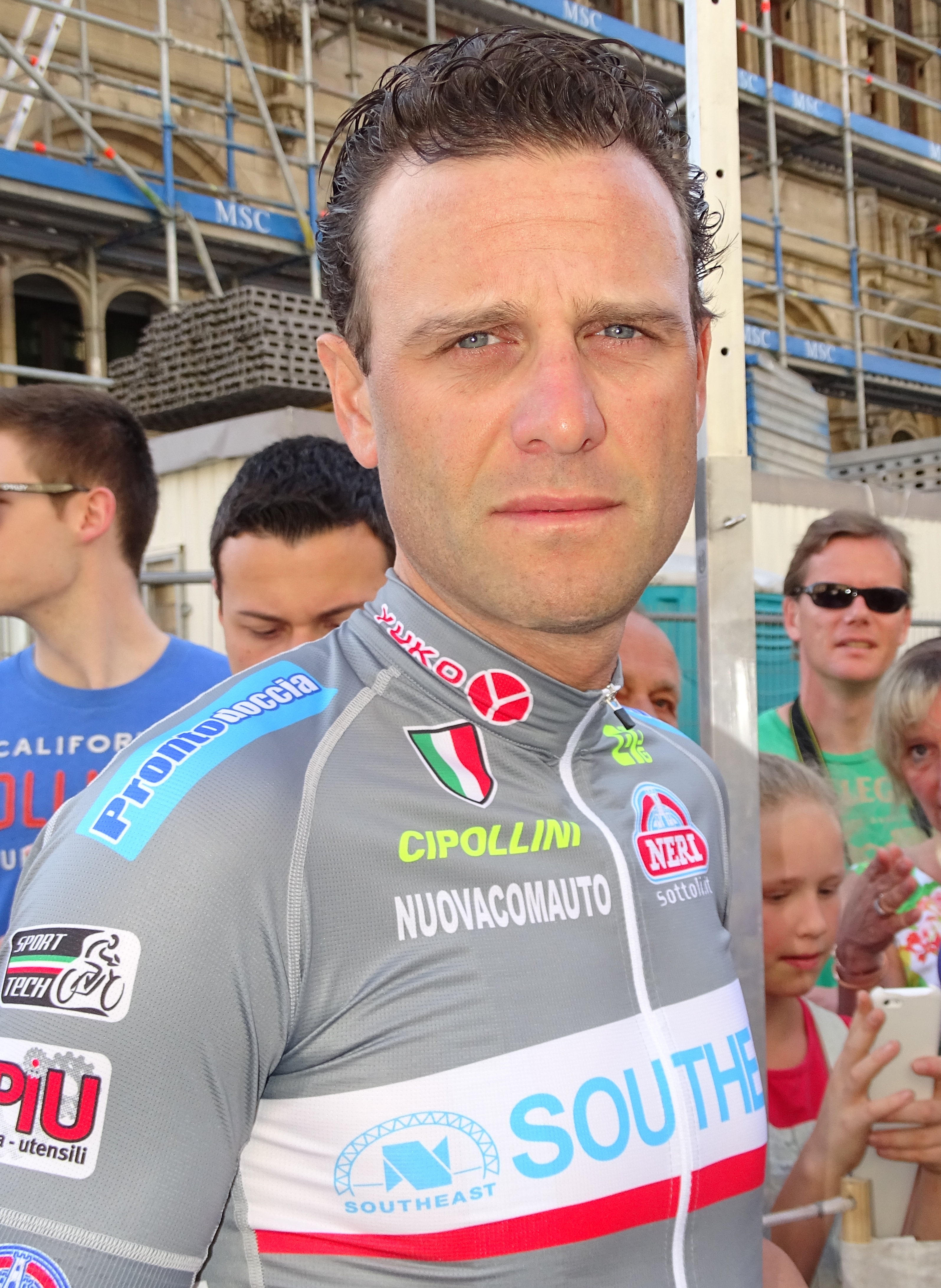
Alessandro Petacchi.

## Bilan de la saison

### Victoires
| Date       | Course                                                   | Pays      | Classe | Vainqueur         |
| ---------- | -------------------------------------------------------- | --------- | ------ | ----------------- |
| 11/01/2015 | 3e étape du Tour du Táchira                              | Venezuela | 2.2    | Jakub Mareczko    |
| 12/01/2015 | 4e étape du Tour du Táchira                              | Venezuela | 2.2    | Jakub Mareczko    |
| 18/01/2015 | 10e étape du Tour du Táchira                             | Venezuela | 2.2    | Jonathan Monsalve |
| 08/02/2015 | Grand Prix de la côte étrusque                           | Italie    | 1.1    | Manuel Belletti   |
| 15/03/2015 | À travers Drenthe                                        | Pays-Bas  | 1.1    | Manuel Belletti   |
| 26/03/2015 | 1rea étape de la Semaine internationale Coppi et Bartali | Italie    | 2.1    | Manuel Belletti   |
| 13/06/2015 | 2e étape du Tour du Venezuela                            | Venezuela | 2.2    | Jakub Mareczko    |
| 15/06/2015 | 4e étape du Tour du Venezuela                            | Venezuela | 2.2    | Mirko Tedeschi    |
| 20/06/2015 | 9e étape du Tour du Venezuela                            | Venezuela | 2.2    | Jakub Mareczko    |
| 26/06/2015 | Championnat d'Albanie du contre-la-montre                | Albanie   | CN     | Eugert Zhupa      |
| 01/07/2015 | Prologue du Sibiu Cycling Tour                           | Roumanie  | 2.1    | Rafael Andriato   |
| 03/07/2015 | 2e étape du Sibiu Cycling Tour                           | Roumanie  | 2.1    | Mauro Finetto     |
| 05/07/2015 | Classement général du Sibiu Cycling Tour                 | Roumanie  | 2.1    | Mauro Finetto     |
| 30/08/2015 | 5e étape du Tour de Rio                                  | Brésil    | 2.2    | Andrea Dal Col    |
| 25/10/2015 | 6e étape du Tour de Hainan                               | Chine     | 2.HC   | Jakub Mareczko    |
| 31/10/2015 | 1re étape du Tour du lac Taihu                           | Chine     | 2.1    | Jakub Mareczko    |
| 01/11/2015 | 2e étape du Tour du lac Taihu                            | Chine     | 2.1    | Jakub Mareczko    |
| 02/11/2015 | 3e étape du Tour du lac Taihu                            | Chine     | 2.1    | Jakub Mareczko    |
| 05/11/2015 | 6e étape du Tour du lac Taihu                            | Chine     | 2.1    | Jakub Mareczko    |
| 06/11/2015 | 7e étape du Tour du lac Taihu                            | Chine     | 2.1    | Jakub Mareczko    |
| 07/11/2015 | 8e étape du Tour du lac Taihu                            | Chine     | 2.1    | Jakub Mareczko    |
| 08/11/2015 | 9e étape du Tour du lac Taihu                            | Chine     | 2.1    | Jakub Mareczko    |
| 08/11/2015 | Classement général du Tour du lac Taihu                  | Chine     | 2.1    | Jakub Mareczko    |

### Résultats sur les courses majeures
Les tableaux suivants représentent les résultats de l'équipe dans les principales courses du calendrier international dans lesquelles l'équipe bénéficie d'une invitation. Pour chaque épreuve est indiqué le meilleur coureur de l'équipe, son classement ainsi que les accessits glanés par Southeast sur les courses de trois semaines.

#### Classiques
| Classique            | Milan-San Remo | Tour des Flandres | Paris-Roubaix | Liège-Bastogne-Liège | Tour de Lombardie   |
| -------------------- | -------------- | ----------------- | ------------- | -------------------- | ------------------- |
| Coureur (classement) | Non invitée    | Non invitée       | Non invitée   | Non invitée          | Matteo Busato (32e) |

#### Grands tours
| Grand tour           | Tour d'Italie           | Tour de France | Tour d'Espagne |
| -------------------- | ----------------------- | -------------- | -------------- |
| Coureur (classement) | Jonathan Monsalve (30e) | Non invitée    | Non invitée    |
| Accessits            | -                       | -              | -              |

### Classement UCI

#### UCI America Tour
L'équipe Southeast termine à la 23e place de l'America Tour avec 71 points. Ce total est obtenu par l'addition des points des huit meilleurs coureurs de l'équipe au classement individuel, cependant seuls sept coureurs sont classés,.
| Rang | Coureur         | Points |
| ---- | --------------- | ------ |
| 65   | Jakub Mareczko  | 42     |
| 315  | Mirko Tedeschi  | 8      |
| 315  | Andrea Dal Col  | 8      |
| 377  | Liam Bertazzo   | 5      |
| 399  | Rafael Andriato | 4      |
| 427  | Tomás Gil       | 2      |
| 447  | Elia Favilli    | 2      |